# Mariano Lebrón Saviñón
Mariano Lebrón Saviñón (geboren 3. August 1922 in Santo Domingo; gestorben 18. Oktober 2014 ebenda) war ein dominikanischer Arzt und Literat.  

## Leben
Mariano Lebrón Saviñón studierte Medizin an der Universidad Autónoma de Santo Domingo und ab 1946 Pädiatrie in Buenos Aires. Er arbeitete als Kinderarzt in der Dominikanischen Republik, leitete das Hospital de Prevención Social de Santo Domingo und arbeitete für das Gesundheitsministerium. An der Universidad Autónoma de Santo Domingo war er Medizinprofessor. 
Außerdem betätigte sich Lebrón als Schriftsteller und Literaturwissenschaftler. Er gilt als Vertreter der literarischen Bewegung der überraschten Poesie (poesía sorprendida). Ihr Ziel war es, die dominikanische Dichtung von ihrer folkloristischen Prägung zu befreien und zu modernisieren. Lebron wurde 1999 mit dem Premio Nacional de Literatura ausgezeichnet. Seine Geschichte der dominikanischen Kultur gilt als ein Standardwerk.

## Werke (Auswahl)
- mit Alberto Baeza Flores und Domingo Moreno Jiménes: Triálogo: poesía a tres voces. Ciudad Trujillo : Ediciones La Poesía Sorprendida, 1943
- Historia de la cultura dominicana. Santo Domingo, R.D. : Universidad Nacional Pedro Henríques Ureña, 5 Bände, 1981–1982
- Vuelta al ayer : poemas.  Santo Domingo, República Dominicana, 1997
- Julio Jaime Julia (Hrsg.): Poemas de amor de Mariano Lebrón Saviñon. República Dominicana : Banco Popular, 2001